# هوندا موبیلیو
هوندا موبیلیو (Honda Mobilio) خودرویی است که در سال‌های ۲۰۰۱ تا ۲۰۰۸ تولید شده‌است.
این خودرو در کلاس مینی ام‌پی‌وی قرار گرفته، طراحی آن موتور جلو، خودرو محور جلو، خودرو چهار چرخ محرک بوده طول آن در حالت طبیعی ۴٬۰۶۰ میلیمتر (۱۵۹٫۸ اینچ)، عرض آن در حالت طبیعی ۱٬۶۹۰ میلیمتر (۶۶٫۵ اینچ) و ارتفاع آن در حالت طبیعی ۱٬۷۳۰ میلیمتر (۶۸٫۱ اینچ) است.